# Stegoceras
Stegoceras és un gènere de dinosaure herbívor que visqué a finals del període Cretaci en el que avui en dia és Nord-amèrica. Aquests animal feien 2,5 m de longitud i 1,5 d'alçada.
El crani d'un Stegoceras mascle podia tenir uns 6 cm de gruix. El mascle presentava un crani més gruixut que el de la femella, probablement per competir entre ells, fent picar els caps, o com a reclam sexual.